# Palais de justice de Colombie

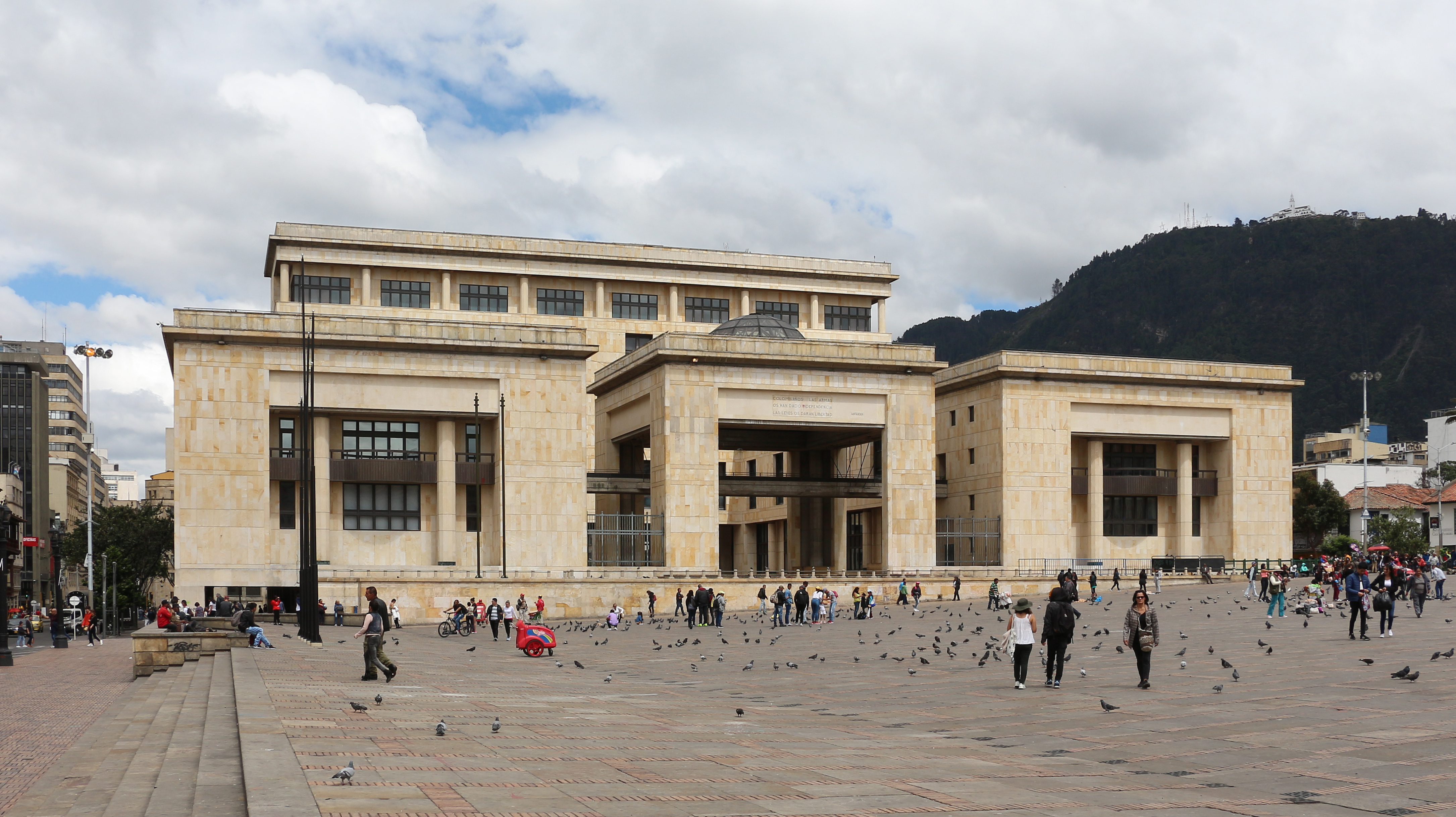
Le palais de justice.

Le palais de justice de Colombie est un bâtiment situé sur la plaza Bolívar, dans la ville de Bogota, en Colombie. Il est le siège de la Cour suprême de justice, de la Cour constitutionnelle, du Conseil d'État et du Conseil supérieur de la magistrature et est le symbole du pouvoir judiciaire en Colombie (es).

## Histoire
Au cours de l'histoire colombienne cinq bâtiments ont servi de palais de justice. Le premier était un bâtiment de style  néoclassique dessiné par l'architecte Pablo de la Cruz justicaire. Il était établi à la jonction de la calle 11 et de la carrera 6ª et resta en fonction jusque dans les années 1920. Il fut détruit par un incendie durant les troubles du 9 avril 1948, appelés Bogotazo, à la suite de l'assassinat de Jorge Eliécer Gaitán.
Le bâtiment qui le remplaça fut dessiné par l'architecte Roberto Londoño durant les années 1960, de style moderniste avec des éléments néoclassiques. Il était situé sur la place Bolívar et fut détruit le 6 novembre 1985 à cause de l'attaque réalisée par le mouvement de guérilleros M-19 et de la riposte du gouvernement.
À la suite de la destruction du palais, les magistrats survivants, emmenés par Fernando Uribe Restrepo (es), déménagèrent dans des installations appartenant à la Banque de la République au nord de la ville jusqu'à l'inauguration du palais actuel, situé sur le lieu de l'ancien palais détruit en 1985.

## Bâtiment actuel

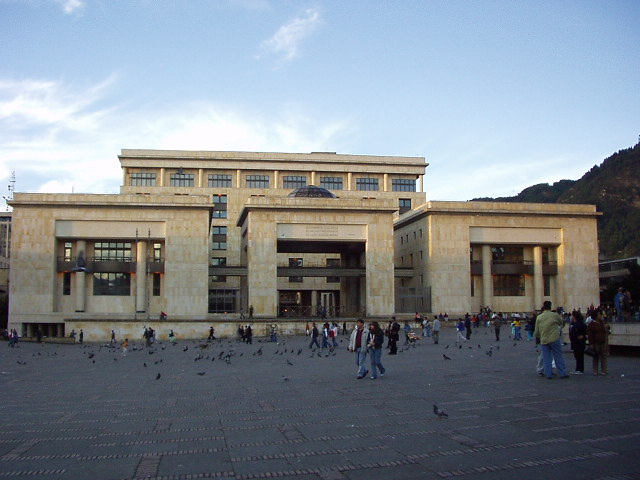
Palais de justice de Colombie. Bogotá, Colombie

Sur le fronton du bâtiment on peut lire une phrase du général Francisco de Paula Santander : « Colombianos: las armas os han dado la independencia, las leyes os darán la libertad » (en français : « Colombiens: les armes vous ont donné l'indépendance, les lois vous donneront la liberté »).
Le bâtiment abrite la Cour suprême de justice, la Cour constitutionnelle, le Conseil d'État et le Conseil supérieur de la magistrature depuis 2004.